# Animal Justice Party
Die Animal Justice Party (AJP) ist eine Tierschutzpartei in Australien. Die Partei wurde 2009 Steve Garlick gegründet.

## Wahlergebnisse
Die Partei hat im Legislativrat von New South Wales einen von 42 Sitzen. Im Viktorianischer Legislativrat hat sie einen von 40 Sitzen und im Legislativrat von West Australien einen von 37 Sitzen.
| Wahl                                     | Kammer                           | Stimmenanzahl (in Prozent) | Sitze (gewonnen)   |
| ---------------------------------------- | -------------------------------- | -------------------------- | ------------------ |
| Parlamentswahl in Australien 2013        | Australisches Repräsentantenhaus | 0,01 %                     | −                  |
| Parlamentswahl in Australien 2013        | Senat                            | 0,70 %                     | −                  |
| Parlamentswahl in Victoria 2014          | Legislative Assembly             | 0,23 %                     | 0 von 88           |
| Parlamentswahl in Victoria 2014          | Legislative Council              | 1,70 %                     | 0 von 40           |
| Parlamentswahl in New South Wales 2015   | Legislative Assembly             | 0,12 %                     | 0 von 93           |
| Parlamentswahl in New South Wales 2015   | Legislative Council              | 1,78 %                     | 1 von 42           |
| Parlamentswahl in Australien 2016        | Australisches Repräsentantenhaus | 0,70 %                     | −                  |
| Parlamentswahl in Australien 2016        | Senat                            | 1,15 %                     | −                  |
| Parlamentswahl in Western Australia 2017 | Legislative Assembly             | 0,21 %                     | 0 von 59           |
| Parlamentswahl in Western Australia 2017 | Legislative Council              | 1,10 %                     | 0 von 36           |
| Parlamentswahl in Victoria 2018          | Legislative Assembly             | 1,82 %                     | 0 von 88           |
| Parlamentswahl in Victoria 2018          | Legislative Council              | 2,47 %                     | 1 von 40           |
| Parlamentswahl in New South Wales 2019   | Legislative Assembly             | 1,51 %                     | 0 von 93           |
| Parlamentswahl in New South Wales 2019   | Legislative Council              | 1,95 %                     | 2 von 42           |
| Parlamentswahl in Australien 2019        | Australisches Repräsentantenhaus | 0,82 %                     | −                  |
| Parlamentswahl in Australien 2019        | Senat                            | 1,26 %                     | −                  |
| Parlamentswahl in Western Australia 2021 | Legislative Assembly             | nicht teilgenommen         | nicht teilgenommen |
| Parlamentswahl in Western Australia 2021 | Legislative Council              | 0,64 %                     | 0 von 36           |
| Parlamentswahl in Australien 2022        | Australisches Repräsentantenhaus | 0,60 %                     | −                  |
| Parlamentswahl in Australien 2022        | Senat                            | 1,60 %                     | −                  |
| Parlamentswahl in Victoria 2022          | Legislative Assembly             | 2,51 %                     | 0 von 88           |
| Parlamentswahl in Victoria 2022          | Legislative Council              | 1,51 %                     | 1 von 40           |
| Parlamentswahl in New South Wales 2023   | Legislative Assembly             | 1,10 %                     | 0 von 93           |
| Parlamentswahl in New South Wales 2023   | Legislative Council              | 2,19 %                     | 1 von 42           |
| Parlamentswahl in Western Australia 2025 | Legislative Assembly             | 0,45 %                     | 0 von 59           |
| Parlamentswahl in Western Australia 2025 | Legislative Council              | 1,21 %                     | 1 von 37           |
| Parlamentswahl in Australien 2025        | Australisches Repräsentantenhaus | 0,23 %                     | −                  |
| Parlamentswahl in Australien 2025        | Senat                            | 1,25 %                     | −                  |